# اندام خیالی
محتوا از اندام فانتوم به اینجا ادغام شد.
اندام خیالی (به انگلیسی: Phantom limb) به احساسی گفته می‌شود که اندام قطع شده یا جدا شده (یا حتی یک عضو مثل آپاندیس) همچنان به بدن متصل است و به شکل سابق قابل استفاده است. تقریباً ۸۰ تا ۱۰۰ درصد افرادی که دچار قطع عضو شده‌اند، اندام خیالی را حس می‌کنند، هرچند برای درصد کمی از آنها این حس دردناک خواهد بود. این حس حتی گاهی در اندام‌های غیرقابل حرکت یا دست کم غیرقابل حرکت به شکل ارادی مانند دندان و پستان نیز ایجاد می‌شود. حس اندام خیالی اغلب برای بازه زمانی کوتاهی رخ می‌دهد ولی در شرایط بدتر ممکن است به فشار روانی و اضطراب طولانی مدت نیز منجر شود.

## علائم و نشانه‌ها
بیشتر افراد قطع عضو شده (۸۰٪ تا ۱۰۰٪) سندروم بدون درد فانتوم را تجربه می‌کنند. ممکن است فرد قطع عضو شده به شکل عمیقی احساس کند که اندام خیالی هنوز بخشی از بدن اوست.
بعضی اوقات افراد احساس می‌کنند که اندام خیالی حالت خاصی به خود گرفته، احساس خارش، کشیدگی می‌کنند یا حتی سعی دربرداشتن اشیاء می‌کنند. در اندام از دست داده شده معمولاً احساس کوتاهی یا از شکل طبیعی خارج شدن و درد داشتن وجود دارد. گاهی استرس، اضطراب و تغییر آب و هوا درد را شدیدتر می‌کنند. درد اندام فانتوم معمولاً متناوب و بدون نظم خاصی است. تعداد دفعات و شدت حملات معمولاً با گذشت زمان کاهش می‌یابد.
حافظه سرکوب شده (به انگلیسی: Repressed Memory) می‌تواند دلایل موجود برای احساسات مختلف در اندام خیالی را توجیه کند. به‌طور خاص، بیمارن زیادی گزارش اسپاسم‌های دردناکی را داده‌اند که در آن احساس می‌کنند ناخن‌های آن‌ها در کف دستشان در حال فرورفتن هستند. سیگنال‌های حرکتی مخابره شده از طرف مغز ممکن است به خاطر وجود نداشتن اندام تقویت شوند و افزایش یابند و ممکن است بیمار این افزایش اطلاعات را به شکل درد تجربه کند. بیمار حافظه ای سرکوب شده مربوط به سیگنال‌هایی حرکتی برای مشت کردن دست و سیگنال‌های حسی از فشرده شدن ناخن به کف دست در ذهن دارد. این حافظه به دلیل ارتباطات عصبی قبلی در مغز باقی می‌مانند و از بین نمی‌روند.

## سندروم اندام مجازی فانتوم
اصطلاح «اندام خیالی» توسط پزشک و دانشمند آمریکایی، سیلاس ویر میچل در سال ۱۸۷۱ ابداع شد. برای سال‌ها، فرضیهٔ غالب علت سندروم اندام خیالی، تحریک در دستگاه عصبی پیرامونی در محل قطع عضو (نوروما - به انگلیسی: Neuroma) بود. در اواخر دهه ۱۹۸۰، رونالد ملزاک (به انگلیسی: Ronald_Melzack) تشخیص داده بود که این دلیل نمی‌تواند صحیح باشد؛ زیرا بسیاری از افرادی که مادرزادی بدون عضو بودند نیز این سندروم را تجربه کرده‌اند. طبق گفتهٔ ملزاک، تجربهٔ بدن توسط یک شبکه گسترده از همبستگی ساختارهای عصبی ایجاد می‌شود که او آن را «ماتریس عصبی» می‌نامید.
پونز و همکارانش در سال ۱۹۹۱ در مؤسسه ملی سلامت(NIH) نشان دادند که قشر اولیه حسی که در میمون‌های ماکائو وجود دارد پس از از دست دادن ورودی حسی، دچار سازماندهی مجدد می‌شود.
با شنیدن این نتایج، ویلیانور راماچاندران (به انگلیسی: Vilayanur S. Ramachandran) این فرضیه را بیان کرد که احساس اندام فانتوم در انسان می‌تواند به دلیل سازماندهی مجدد در قشر حسی مغز انسان باشد. راماچاندران و همکارانش این فرضیه را با نشان دادن اینکه نوازش قسمت‌های مختلف صورت منجر به درک لمس بر روی قسمت‌های مختلف اندام جدا شده می‌شود، روشن کردند. اسکن‌های مغزی بعدی از افراد دارای قطع عضو همان نوع سازماندهی مجدد مغز را که پونز در میمون‌ها مشاهده کرده بود نشان داد.
تغییرات ناسازگار در قشر مغز ممکن است مسئول برخی از دردهای اندام خیالی باشند اما این نمی‌تواند توجیه کننده تمام درد باشد. محققان درد مانند تامار ماکین و مارشال دورور معتقدند که درد اندام فانتوم در درجه اول نتیجه ورودی‌های «ناخواسته و مضر» از دستگاه عصبی پیرامونی باشد.
علیرغم تحقیقات زیادی که در مورد مکانیسم‌های عصبی اساسی در مورد اندام‌های فانتوم وجود دارد، هنوز اتفاق نظر مشخصی دربارهٔ علت آن وجود ندارد. مغز و دستگاه عصبی پیرامونی هر دو ممکن است درگیر باشند.
تحقیقات برای رسیدن به مکانیسم‌ها و توضیحات دقیق تر ادامه دارد.

### مکانیسم عصبی
اطلاعات درد، دما، لمس و فشار از طریق سیستم anterolateral که برای انتقال حس از پوست به هیپوتالاموس است و شامل راه نخاعی-تالاموسی که مسیر انتقال حسی به هیپوتالاموس است، دستگاه اسپینورتولیکول (spinoreticular tract) که مسیری بالارونده ای درماده سفید نخاع به هیپوتالاموس است، دستگاه اسپینومنسنسفالی(spinomesencefalic tract) که از چندین مؤلفه تشکیل شده‌است که هر کدام دارای مکان‌های مختلفی از مبدأ، خصوصیات فیزیولوژیکی و مسیرهای ستون فقرات هستند، به دستگاه عصبی مرکزی منتقل می‌شود.
اطلاعات مربوط به درد و دما از طریق دستگاه اسپینوتالاموس جانبی به قشر حسی اولیه، واقع در postcentral gyrus در لوب پاریتال یا کناری، که در آن اطلاعات حسی به این صورت که هر نقطه از بدن با یک نقطه از سیستم اعصاب مرکزی مطابقت کند، نمایش داده می‌شود منتقل می‌شود.
در سندرم اندام فانتوم، ورودی حسی وجود دارد که نشان دهنده درد بخشی از بدن است که دیگر وجود ندارد. این پدیده هنوز کاملاً درک نشده‌است؛ اما فرضیه قوی این است که از فعال شدن قشر حسی ایجاد می‌شود.

## درمان

A mirror box used for treating phantom limbs, developed by V.S. Ramachandran

اکثر رویکردهای درمانی طی دو دهه گذشته بهبود قطعی در علائم نشان نداده‌است. روش‌های درمانی مختلفی از جمله استفاده از داروی شیمیایی مانند داروهای ضدافسردگی، تحریک نخاع با فرستادن پالس‌های الکتریکی، لرزش درمانی، طب سوزنی، هیپنوتیزم و پس‌خوراند زیستی است. شواهد معتبر دربارهٔ اینکه کدام درمان از دیگری مؤثرتر است وجود ندارد.
بیشتر درمان‌ها چندان مؤثر نیستند. کتامین یا مرفین ممکن است در طول عمل جراحی مفید باشند. مرفین ممکن است برای مدت طولانی‌تری به بیمار کمک کند. شواهد برای گاباپنتین نامشخص است. داروهای Perineural catheter که باعث بی‌حس‌کنندگی موضعی می‌شود برای جلوگیری از درد اندام خیالی بعد از عمل جراحی، عملکرد ضعیف دارد.
یکی از رویکردهایی که مورد توجه عمومی قرار گرفته‌است استفاده از جعبه آینه است. جعبه آینه بازتابی از دست یا اندام سالم است که به بیمار اجازه می‌دهد تا اندام مجازی را «حرکت» دهد و آن را از حالت‌های دردناک خارج کند (در سندرم اندام خیالی گاهی اوقات اندام شخص به صورت ناخواسته در حالتی دردناک قفل می‌شود و فرد نمی‌تواند آن را از آن حالت خارج کند)
اگرچه آینه درمانی در اوایل دهه ۱۹۹۰ توسط رامچانداران معرفی شده بود؛ اما تحقیقات کمی در مورد آن قبل از سال۲۰۰۹ انجام شده‌است و طبق گزارش و بررسی انجام شده در سال ۲۰۱۶، بخش عمده تحقیقات پس از معرفی آن کیفیت پایینی داشتند. یک بررسی در سال ۲۰۱۸، همچنین ضمن انتقاد از کیفیت علمی بسیاری از گزارش‌ها در مورد آینه درمانی ۱۵ مطالعه با کیفیت خوب انجام شده بین سال‌های ۲۰۱۲ تا ۲۰۱۷)از بین مجموعه ای از ۱۱۵ نشریه یافت و نتیجه گرفت که: آینه درمانی روشی مؤثر در تسکین درد اندام خیالی به نظر می‌آید. در کاهش شدت و مدت زمان درد روزانه برای بیماران مفید است. این یک درمان معتبر، ساده و ارزان قیمت برای درد اندام خیالی است.

## دیگر احساسات مربوط به سندروم اندام خیالی
احساسات خیالی همچنین ممکن است بعد از برداشتن قسمت‌های بدن به غیر از اندام‌هایی مانند دست و پا رخ دهد (مثلاً بعد از برداشتن قسمتی از پستان) بیمار به دلیل سرطان سینه مجبور به برداشتن آن شود (عصب کشی دندان) درد دندان خیالی (یا تخلیه چشم) سندرم چشم خیالی (به انگلیسی: Phantom Eye Syndrome).
برخی از افرادی که تحت عمل جراحی تغییر جنسیت قرار گرفته‌اند، احساس اندام تناسلی خیالی را گزارش کرده‌اند. این گزارش‌ها در بین ترازنان بعد از عمل کمتر شایع است؛ اما در ترامردان بیشتر است. به‌طور مشابه، افرادی که تحت عمل ماستکتومی قرار گرفته بودند، گزارش کردند که سندروم سینه خیالی را تجربه کرده‌اند. این گزارش‌ها به‌طور قابل ملاحظه ای در بین ترامردان بعد از عمل کمتر متداول بودند.